# Lista de dinastias hassídicas
Uma dinastia hassídica é uma dinastia liderada por judeus hassídicos líderes espirituais conhecidos como rebbes, e geralmente possui algumas ou todas características seguintes:
1. Cada líder da dinastia é conhecido como um ADMOR (abreviação de ADoneinu MOreinu Rabeinu — "nosso mestre, nosso professor e nosso rabino") ou simplesmente como Rebbe (ou "o Rebe"), e às vezes chamado "Rav" ("rabbi"), e às vezes se referiu em português como "Grande Rabino";[3][4]
2. A dinastia continua além do tempo de vida do líder inicial por sucessão (geralmente por um descendente de família);
3. A dinastia é geralmente nomeada em homenagem a uma cidade chave na Europa Oriental, onde o fundador pode ter nascido ou vivido, ou onde o grupo começou a crescer e florescer;
4. A dinastia tem (ou já teve) seguidores que, com o tempo, continuam seguindo líderes sucessivos (rebes) ou podem até continuar como um grupo sem um líder, seguindo os preceitos de um líder falecido.

Um grupo hassídico tem as seguintes características:
1. Foi fundado por um líder que não nomeou ou deixou um sucessor;
2. Pode ser nomeado em homenagem a uma cidade chave da Europa Oriental, onde o fundador pode ter nascido ou vivido, ou onde o grupo começou a crescer e florescer, ou pode ter o nome do próprio fundador;
3. Tem seguidores que continuam como um grupo sob a direção de rabinos que expõem e interpretam os preceitos do falecido fundador.

## Dinastias com maior número de seguidores
Dinastias hassídicas (organizadas alfabeticamente) com um grande número de seguidores incluem:

## Dinastias com menor sequência
Dinastias hassídicas (organizadas alfabeticamente) com um pequeno número de seguidores incluem:

## Outras dinastias
Muitas destas dinastias têm atualmente poucos ou nenhuns devotos devido à maior parte dos grupos hassídicos serem destruídos durante o Holocausto , 1939-1945. Outras comunidades estão florescendo e têm crescentes seitas hassídicas. Há muitas dinastias cujos seguidores são em torno de cinco a quinze pessoas e não estão listadas aqui.

### A
- Alesk (de Olesko, Ucrânia)
- Amdur (de Indura, Belarus)
- Anipoli (de Annopol, Ucrânia)
- Apt/Zinkov/Mezhbizh (de Opatów, Polônia)

### B
- Beitsh (de Biecz, Polônia)
- Bender (de Bender, Moldova)
- Bertch (de Bircza, Polônia)
- Białystok (de Białystok)
- Bialobrzeg (de Białobrzegi, Polônia)
- Bluzhev (de Błażowa, Polônia)
- Bikovsk (de Bikofsk)
- Bohush (de Buhuși, Romania)
- Bonia
- Botoshan (de Botoşani, Romania)
- Brod (de Brody, Ucrânia) (alguns)
- Brizdovitz (de Berezdivtsi, Ucrânia)
- Bucharest (de Bucureşti, Romania) (alguns)
- Burshtin  (de Burshtyn, Ucrânia)

### C
- Chabad-Avrutsh (de Ovruch, Ucrânia)
- Chabad-Bobroisk (de Bobrujsk, Belarus)
- Chabad-Kapust
- Chabad-Liadi
- Chabad-Nezhin
- Chabad-Strashelye
- Chernovitz (de Chernivtsi) (alguns)
- Czortkow (de Chortkiv)
- Chust (dem Khust) (alguns)
- Cleveland
- Cracow (de Kraków)
- Crasna

### D
- Deyzh (de Dej, Romania,)(anteriormente, Hungria)
- Dinov (de Dynów, Polônia)
- Dombrova (de Dąbrowa Tarnowska, Polônia)
- Drubitsh (dem Drohobych, Poland) (alguns)
- Dzirka (de Györke/Ďurkov, Slovakia)(anteriormente Hungria)
- Dzikov (dem Tarnobrzeg, Polônia)

### E
- Erlau (de Eger/Erlau, Hungria)
- Etched (de Nagyecsed, Hungria)

### F
- Faltichan (de Fălticeni, Romania)

### G
- Gorlitz (de Gorlice, Polônia)
- Gostynin (de Gostynin, Polônia)
- Gvodzitz (de Hvizdets)
- Gribov (de Grybów, Polônia)

### H
- Hornsteipel (de Hornostaypil', perto de Chernobyl)
- Huvniv (de Hivniv, Ucrânia)
- Husiatyn

### K
- Kaliv (de Nagykálló, Hungria)
- Kaminke (a não relacionada dinastia Ucraniana Kaminke de Kamianka, Ucrânia e dinastia Galega Kaminke de Kamianka-Buzka, Ucrânia)
- Kaminetz
- Kunskvola (de Końskowola, Polônia)
- Karlihaz
- Kashou
- Kerestir (de Bodrogkeresztur, Hungria)
- Khentshin (de Chęciny, Polônia)
- Kielce (de Kielce, Polônia)
- Koidanov (de Koidanava, Belarus)
- Kolbasov
- Komarno (de Komarno, Ucrânia)
- Kopyczynitz (de Kopychyntsi, Ucrânia)
- Korets (de Korets, Ucrânia)
- Koson (de Koson, Ucrânia)
- Kosov (de Kosiv, Ucrânia)
- Kotsk (de Kock, Polônia)
- Kozlov
- Kozhnitz (de Kozienice, Polônia)
- Krasna
- Krula
- Kshanov (de Chrzanów, Polônia)
- Kuzmir (de Kazimierz Dolny, perto de Varsóvia) (alguns)

### L
- Łańcut (de Łańcut, Polônia)
- Lashkovitz (de Ulashkivtsi, Ucrânia)
- Lelov (de Lelów, Polônia)
- Lechovitch (de Lyakhavichy, Belarus)
- Linitz
- Liske (Olaszliszka, Hungria)
- Lizhensk (de Leżajsk, Polônia)
- Leva
- Liozna
- Lublin (de Lublin, Polônia) (alguns)
- Lutsk (de Lutsk, Ucrânia) (alguns)

### M
- Margareten (de Marghita/Margitta, Romênia) (anteriormente, Hungria)
- Mattersdorf (de Mattersburg, Austria)
- Mezhbizh (de Medzhybizh), Ucrânia; Ver também Apter Rov
- Mishkoltz (from Miskolc, Hungria) (alguns)
- Mogelnitz (de Mogielnica, Polônia)
- Manestrishtze

### N
- Nadvorna(anteriormente Poland, Áustria-Hungria), (agora na, Ucrânia)
- Narol, (Galácia, Áustria-Hungria, (agora na, Polônia)
- Neshchiz (de Nesukhoyezhe, Ucrânia)
- Nikolsburg (de Mikulov/Nikolsburg), (Czech Republic)

### O
- Ostrof
- Ozherov (de Ożarów, Polônia)

### P
- Pabianice, (Polônia)
- Pashkan (de Paşcani, Romania)
- Philadelphia (de Philadelphia, Pennsylvania)
- Piasetzne
- Pietrokov (de Piotrków Trybunalski, Polônia)
- Pilts (de Pilica, Polônia)
- Pilzno (nomeada por Pilzno, Polônia)
- Pintchiv (de Pińczów, Polônia)
- Pittsburgh (de Pittsburgh, Pennsylvania)
- Porisov (de Parysów, Polônia)
- Premishlan (de Peremyshliany, Ucrânia)
- Pshemishl (de Przemyśl, Polônia)
- Pshevorsk (de Przeworsk, Polônia)
- Pshiskhe (de Przysucha, Polônia) (dois)

### R
- Radomsk (de Radomsko, Polônia)
- Radoshitz (de Radoszyce, Polônia)
- Radowitz (from Rădăuţi, Romania)
- Radvil (de Radyvyliv, Ucrânia)
- Ratzfert (de Újfehértó, Hungria)
- Rimenov (de Rymanów, Polônia)
- Roman (de Roman, Romênia)
- Ropshitz (de Ropczyce, Polônia)
- Ruzhin (de Ruzhyn, Ucrânia)
- Rzeszów (Rzeszów, Galicia, Polônia)

### S
- Sambur (de Sambir, Ucrânia) (alguns)
- Sadigura (de Sadhora, Ucrânia)
- Sanz (de Nowy Sącz, Polônia)
- Sasregen (de Szászrégen/Reghin, Romania)(anteriormente Hungria)
- Sassov (de Sasiv, Ucrânia)
- Savran
- Seret (de Siret, Romania)
- Shedlitz (de Siedlce, Polônia)
- Shotz (de Suceava, Romania)
- Shidlovtza (de Szydłowiec, Polônia)
- Shineva (de Sieniawa, Polônia)
- Shpikov (de Shpykiv, Ucrânia)
- Shtefanesht (de Ştefăneşti, Romania)
- Siget (Sighetu-Marmaţiei/Máramarossziget, Romania)(anteriormente Hungria)(pai de,  agora compartilhando liderança com a dinastia Satmar acima)
- Sochatchov (de Sochaczew, Polônia)
- Sokolov (de Sokołów Podlaski, havia um ramo da dinastia Ropshitz em Sokołów Małopolski, Polônia, bem)
- Stanislov (de Stanyslaviv, Ucrânia) (alguns)
- Stepan (de Stepan, Ucrânia)
- Stitshin (de Szczucin, Polônia)
- Stretin (de Stratin, Ucrânia)
- Strikov (de Stryków, Polônia)
- Strizhov
- Sudilkov (de Sudylkiv, Ucrânia)
- Sulitza (de Suliţa, Romania) (havia também um ramo da dinastia Shotz em Sulitza)

### T
- Tetsh (de Técső - agora Tyachiv, Ucrânia)
- Temeshvar (de Timişoara, Romania)(anteriormente Hungria)
- Tolna (de Talne, Ucrânia)
- Toldos Tzvi
- Trisk (de Turiisk, Ucrânia)
- Tseshenov (de Cieszanów, Polônia)
- Tshakova (de Szczakowa, Polônia)

### U
- Ujhel (de Újhely, Hungria)
- Ungvar (de Ungvár, Hungria)
- Ushpitzin (de Oświęcim, Polônia)

### V
- Vasloi (de Vaslui, Romênia)
- Vien (de Wien/Vienna)
- Volova (de Mizhhirya, Ucrânia)
- Vorka de Warka, Polônia
- Vulkan (de Vulcan, Hunedoara, Romênia)(anteriormente Hungria)

### Y
- Yeruslav (de Jarosław, Polônia) (alguns)

### Z
- Zablitov (Zabolotiv, Ucrânia)
- Zbarz (de Zbarazh, Ucrânia) (alguns)
- Zenta (separação de Satmar) (da Sérvia) (anteriormente Hungria)
- Zhmigrid (de Nowy Żmigród, Polônia)
- Zhitomir (de Zhytomyr)
- Zidichov
- Zinkov
- Zlatipol (deZlatopol)
- Zlotchov (deZolochiv)
- Zolozitz (Dinastia hassídica)
- Zychlin